# Achaearanea trapezoidalis
Achaearanea trapezoidalis är en spindelart som först beskrevs av Władysław Taczanowski 1873.  Achaearanea trapezoidalis ingår i släktet Achaearanea och familjen klotspindlar. Inga underarter finns listade i Catalogue of Life.